# 布施瑟山
47°29′16.16″N 10°26′25.28″E / 47.4878222°N 10.4403556°E

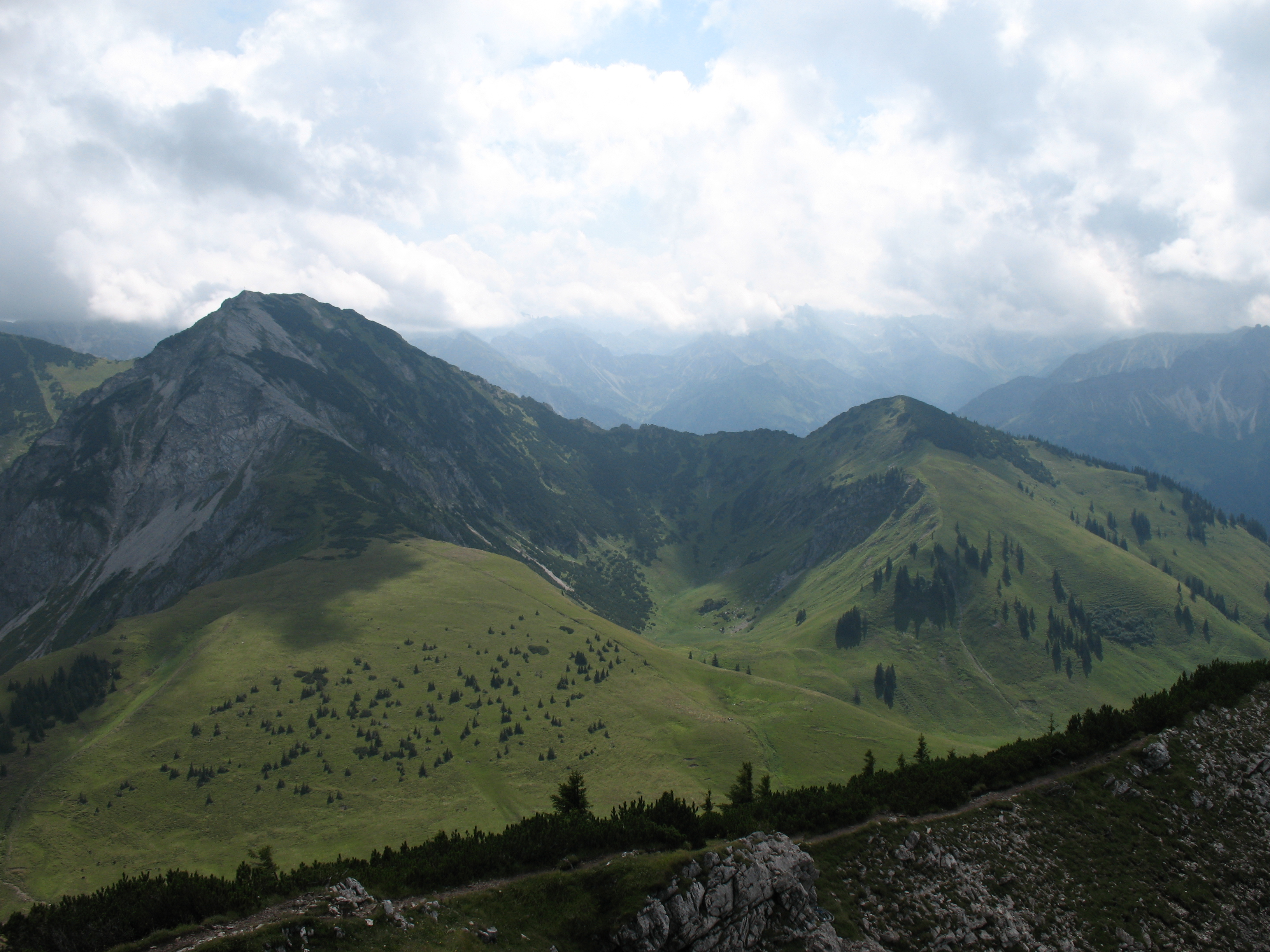

布施瑟山（德語：Bschießer），是中歐的山峰，位於奧地利和德國接壤的邊境，屬於阿爾高阿爾卑斯山脈中基姆高山脈的一部分，距離蓬滕山0.6公里，海拔高度2,000米。